# Wydad Casablanca
Wydad AC, v zahraničí známý též jako Wydad Casablanca, je fotbalový klub z marockého města Casablanca. Dle počtu mistrovských titulů je nejúspěšnější v zemi. Tým má červené dresy.

## Historie
Klub byl založen v roce 1937. Název Wydad znamená v arabštině Láska.
V roce 1948 získal Wydad první mistrovský titul a v roce 2019 už dvacátý. V letech 1992 a 2017 vyhrál africký Pohár mistrů, respektive Ligu mistrů, a v roce 2002 africký Pohár vítězů pohárů.

## Úspěchy
- Marocká liga (22): 1948, 1949, 1950, 1951, 1955, 1957, 1966, 1969, 1976, 1977, 1978, 1986, 1990, 1991, 1993, 2006, 2010, 2015, 2017, 2019, 2021, 2022
- Marocký pohár (10): 1956, 1970, 1978, 1979, 1981, 1989, 1994, 1997, 1998, 2001
- Liga mistrů CAF (3): 1992, 2017, 2022
- Pohár vítězů pohárů CAF: 2002
- Superpohár CAF: 2018
- Afro-asijské klubové mistrovství: 1993
- Arabský pohár mistrů: 1989
- Arabský superpohár: 1992
- Severoafrická liga: 1948, 1949, 1950
- Severoafrický pohár: 1949
- Severoafrický superpohár: 1949, 1950, 1951